# Partido de la Sierra en Tobalina
Partido de la Sierra en Tobalina – gmina w Hiszpanii, w prowincji Burgos, w Kastylii i León, o powierzchni 44,32 km². W 2011 roku gmina liczyła 92 mieszkańców.